# کانسنگ

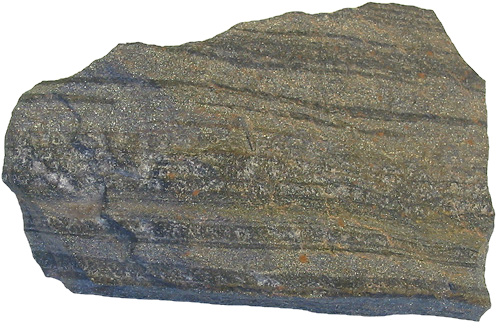
کانسنگ آهن (فرم آهن نواری)

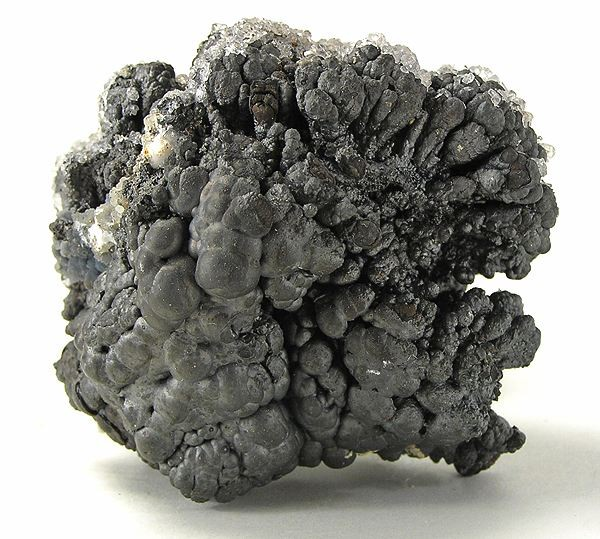
کانسنگ منگنز - پسیلوملان (size: 6.7 x 5.8 x 5.1 cm)

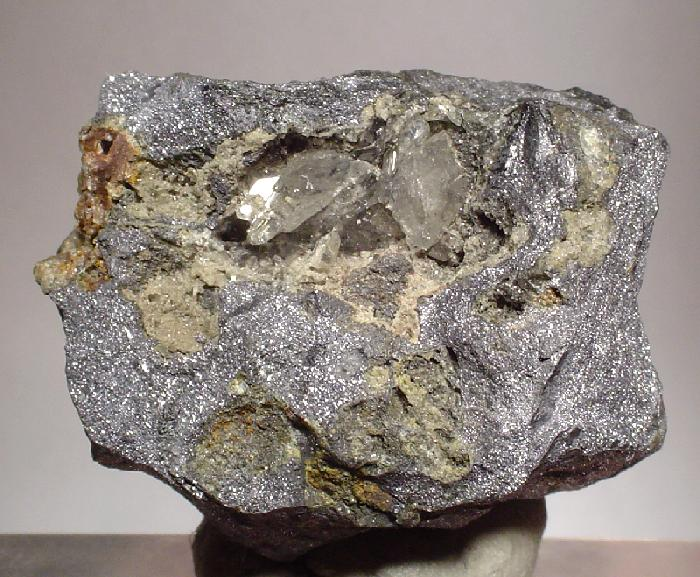
سرب کانسنگ - گالن و آنگلزیت (size: 4.8 x 4.0 x 3.0 cm)

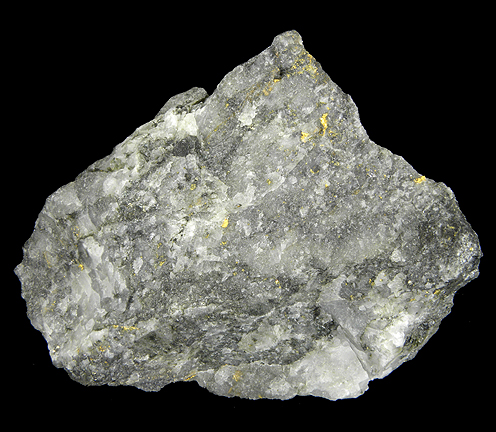
کانسنگ طلا (size: 7.5 x 6.1 x 4.1 cm)

کانسنگ، کانه (به انگلیسی: Ore) یا سنگ معدن گونه‌ای سنگ حاوی فلزات و عناصر ارزشمند و مهم است که از معدن استخراج می‌شود و سپس طی فرآیندی عناصر مورد نیاز از آن گرفته شده و مورد استفاده قرار می‌گیرد.
درجه یا غلظت یک کانسنگ کانی، یا فلزی، و همچنین فرم پیدایش آن، به‌طور مستقیم، برهزینه‌های مرتبط با استخراج سنگ معدن تأثیر می‌گذارد و در نتیجه هزینه استخراج باید در برابر ارزش فلز موجود در سنگ تعیین شود که کدام سنگ را می‌توان پردازش کرد و چه سنگی درجه ارزش کمی برای بهره‌برداری دارد.
کانسنگ‌های فلزی به‌طور کلی اکسیدها، سولفیدها، سیلیکات‌ها هستند، یا فلزهای «طبیعی» (مانند مس خالص) که معمولاً در پوسته زمین متمرکز نیستند، یا فلزهای «نجیب» (معمولاً ترکیب تشکیل نمی‌دهند) مانند طلا.
کانسنگ باید برای استخراج فلزهای مورد نظر از سنگ و مواد معدنی، پردازش شوند. تودهٔ کانسنگ توسط فرآیندهای زمین‌شناسی گوناگونی تشکیل شده است. روند تشکیل سنگ پیدایش سنگ نامیده می‌شود.

## سنگ آهن
سنگ آهن را از معدن‌ها به دست می‌آورند

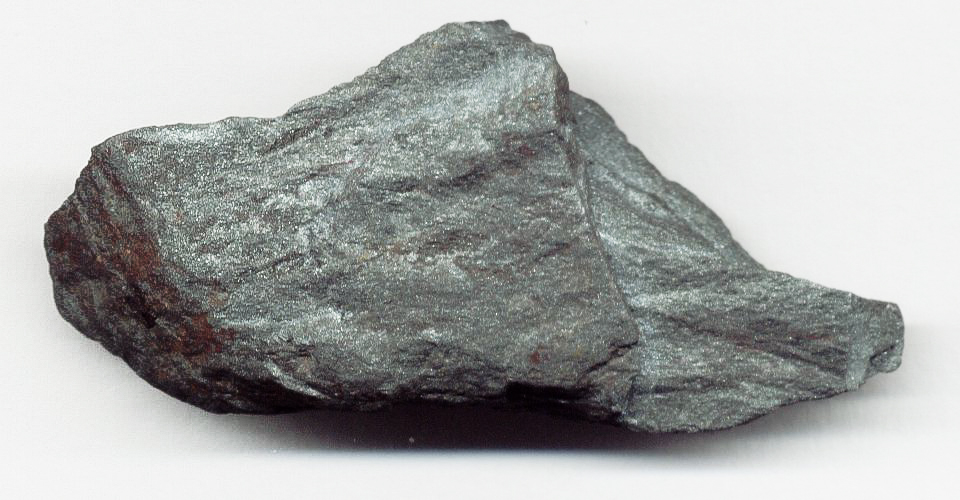
یک سنگ آهن از یک معدن برزیلی

سنگ آهن نوعی سنگ حاوی رگه‌های آهن می‌باشد؛ که با جدا کردن سنگ از آهن و ذوب کردن آن آهن به‌وجود می‌آید.{\displaystyle Fe} نماد شیمیایی آهن است .

## کانسار
به جای انباشت طبیعی کانسنگ، «معدن» یا «کانسار» می‌گویند. در حال حاضر این تعریف مجزا از منبع معدنی است که توسط معیارهای طبقه‌بندی منابع معدنی تعریف شده است. در یک کانسار، یک کانسنگ خاص وجود دارد. اکثر کانسارها بر اساس معیارهایی نامگذاری می‌شوند مانند محل (مثال، ویتسواترساند، آفریقای جنوبی)، یا نام یک کاشف (مثال نیکل کامبالدا)، از سر تفنن، یکی از چهره‌های تاریخی یا یک فرد برجسته، یا ازنامهای اساطیری (ققنوس، کراکن) یا نام کد شرکت منابع که آن را دربرداشت (مثال MKD-5 برای نیکل مونت کیت).

### طبقه‌بندی کانسارها
کانسارها با توجه به معیارهای مختلف توسعه یافته از طریق مطالعه بر زمین‌شناسی اقتصادی، یا منشأ پیدایش سنگ طبقه‌بندی می‌شود. طبقه‌بندی معمول به قرار زیر است.

#### کانسارهای اپی ژنتیک هیدروترمال
- رگه کانسارهای طلای مزوترمال، که نمونه آن گلدن مایل، کالگرولی است.
- کانسارهای آرکاین کنگلومرا میزبان طلا- اورانیوم، مانند دریاچه الیوت، کانادا و ویتواترسرند، آفریقای جنوبی
- کانسارهای طلای نوع کارلین،
- کانسارهای رگه‌ای اپی ترمال به‌شکل استاک ورک

#### گرانیت مرتبط هیدروترمال
- IOCG واقع یا کانسار طلا مس اکسید آهن، مانند کانسار مس- طلا-اورانیوم المپیک دم
- کانسارهای مس پورفیری + / - طلا + / - مولیبدن + / - نقره‌ای
- کانسارهای نفوذی مرتبط طلا و مس + / - (قلع- تنگستن)، مانند توم استون، آریزونا
- کانسارهای هیدرومگنتیک کانسنگ آهن مگنتیت و اسکارن
- کانسارهای اسکارن کانسنگ مس، سرب، روی، تنگستن، و غیره

#### کانسار نیکل کبالت پلاتین
- کانسار مگنتیک نیکل – مس – آهن - PGE شامل:
  - کانسارهای توده سنگ وانادیمی یا پلاتین مگنتیت دار یا کرومیت
  - کانسارهای توده سنگ سخت تیتانیوم بوبو (ایلمنیت)
  - کانسارهای کوماتیت میزبان نیکل - مس - PGE
  - زیرگروه فیدر ساب ولکانیک، مانند نوریلسک تاناک و تامپسون بلت، کانادا
  - کانسارهای نفوذی مرتبط نیکل - مس - PGE، مانند خلیج ووازی در کانادا و جین چوان در چین
- کانسارهای نیکل لاتریتی، از نمونه‌ها: گورو و آکوجه، فیلیپین و رونزتروپ در استرالیای غربی.

#### کانسارهای آتشفشانی مرتبط
- آتشفشانی میزبان سولفید توده‌ای (VHMS) مس، سرب و روی شامل:
  - نمونه‌ها عبارتند از توتن بور و گلدن گراو، استرالیای غربی
    - نوع بشی
    - نوع کوروکو

#### کانسارهای بازسازی شده متامورفیکی
- فرم انبانی (Podiform) سرپانتیت میزبان اکسید آهن– کرومیت پارامگنتیک، مانند وایلد ریور، کانسنگ تاسمانی وکانسار کرومیت کوبینا
- نوع بروکن هیل سرب – روی- نقره، یک گونه‌ای از کانسارهای SEDEX بازسازی شده در نظر گرفته می‌شود

#### کربناتیت - آذرین قلیایی مرتبط
- تانتالیت- ورمیکولیت- فسفر (پالابوروا در آفریقای جنوبی)
- عنصرهای خاکی کمیاب – مونت ولد در استرالیا و بیان اوبو در مغولستان

دیاترم میزبانی الماس در کیمبرلیت، لامپرویت یا لامپروفیر

#### کانسارهای رسوبی

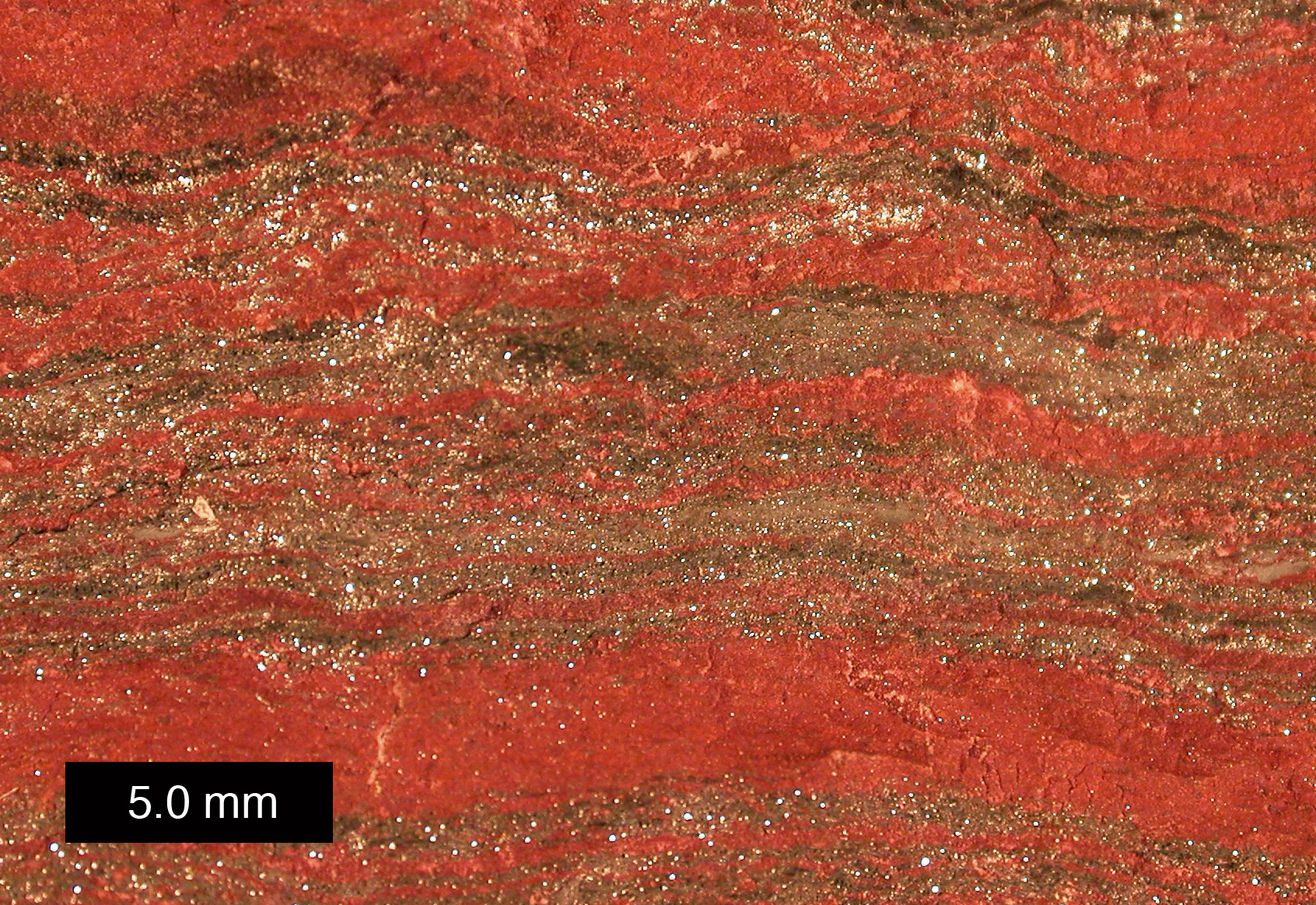
Close-up of Banded Iron Formation specimen from Upper Michigan. Scale bar is 5.0 mm.

- کانسنگ آهن مدل آهن نواری، از جمله:
  - کانسارهای کانال آهن یا کانسنگ آهن نوع پیسولیت
- کانسارهای ماسه معدنی سنگین و دیگر تپه‌های شنی دارای کانسار
- کانسارهای آبرفتی طلا، الماس، قلع، پلاتین یا کانسارهای شن سیاه
- کانسار آبرفتی اکسید روی، مانند روی اسکورپیون

#### کانسارهای هیدروترمال رسوبی
- SEDEX
  - سرب، روی، نقره، مانند رد داگ، رودخانه مک آرتور، کوه ایسا، و غیره
  - چینه‌های آرکوز و شیل میزبان مس، نمونه مس زامبیا.
  - چینه‌های تنگستن، مانند کانسار کوه‌های ارتس، جمهوری چک
  - کانسارهای بروندمها اسپلیت- چرت میزبان طلا
- کانسارهای نوع دره می‌سی‌سی‌پی (MVT) سرب- روی
- کانسارهای هماتیت از شکل‌گیری شده ازآهن نواری

#### کانسنگ مرتبط استروبلم
- نیکل و مس سادبری بیسین، انتاریو، کانادا

## استخراج
سنگ‌هایی که در درونشان عناصر و فلزات ارزشمندی دارند و برای استفاده در امور مختلفی همچون زینتی، ساختمانی، فراوری فلزات، صنایع دستی و غیره مورد استخراج قرار می‌گیرند، کانسنگ یا سنگ‌های معدنی نامیده می‌شوند. کانسنگ‌ها بسته به فرم پیدایش آن‌ها و درجه یا غلظت و مقدار عناصر موجود در درونشان (عناصر سازنده آنها) استخراج می‌شوند و تنها سنگ‌هایی که مقدار و ارزش عناصر درونشان در مقایسه با هزینه استخراج معقول و به صرفه است با روش‌های مختلف مورد استخراج قرار گرفته و در صنایع مختلف استفاده می‌شوند.
اساس استخراج کانسارها شامل مراحل زیر است:
1. کاوش برای پیدا کردن و سپس تعیین میزان و ارزش کانسنگ که در آن محل موجود است ("تودهٔ کانسنگ ")
2. انجام برآورد منبع برای به منظور برآورد ریاضی اندازه و رتبهٔ کانسار.
3. انجام مطالعه پیش امکان‌سنجی برای تعیین اقتصادی کانسار از دید تئوری که در اوایل کار شناسایی می‌کند، که آیا سرمایه‌گذاری بیشتر در برآورد و مطالعات مهندسی نیاز است و نیز خطرات کلیدی و زمینه برای کار بیشتر را معین می‌کند.
4. انجام یک بررسی امکان‌سنجی به منظور بررسی عملی سرمایه‌گذاری، خطرات فنی و مالی، انسجام پروژه و تصمیم‌گیری برای انجام دادن یا رها کردن پروژه معدنی پیشنهادی. این بخش شامل می‌شود بر برنامه‌ریزی کانسار برای ارزیابی اقتصادی بخش برگشت‌پذیر کانسار، متالورژی و بازیافت‌پذیری کانسنگ، بازار و سودآوری سنگ کنسانتره، هزینه‌ها، مهندسی، هزینه زیرساخت‌ها و سنگ‌شکنی، نیازهای صاحبان سهام، تجزیه و تحلیل از آغاز تا پایان کانسار، از آغاز حفاری تا آخر بازگرداندن زمین به وضعیت پیش از بهره‌برداری.
5. گسترش برای ایجاد دسترسی به تودهٔ کانسنگ و ساخت کارخانه و تجهیزات .
6. بهره‌برداری پویا از کانسار.
7. بازگرداندن و آبادسازی زمین به وضعیت پیش از بهره‌برداری برای استفاده‌های بعدی .

## تجارت

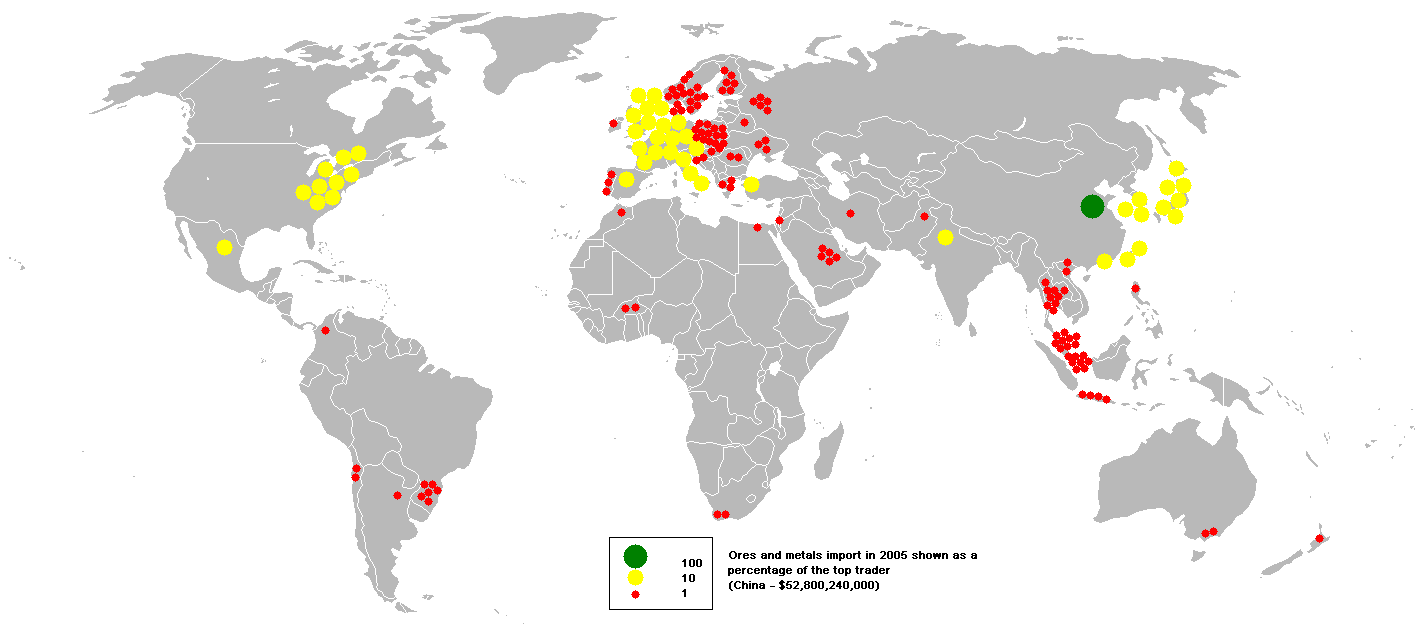
واردات کانسنگ و فلز در سال ۲۰۰۵

کانسنگ‌ها (فلزی) در سطح بین‌المللی داد و ستد و شامل یک بخش قابل توجهی از داد و ستد بین‌المللی مواد خام را هم از دید ارزش و هم حجم به خود اختصاص داده است. دلیل آن این است که آن در سراسر جهان توزیع کانسنگ نابرابر است و دور از نقاط اوج تقاضا و از زیرساخت‌های ذوب قرار دارند.
بیشتر فلزات پایه (مس، سرب، روی، نیکل) در سطح بین‌المللی در بورس فلزهای لندن داد و ستد می‌شوند، و در اندازه ذخایر و فلزهای کوچکتر داد و ستد توسط 
کومکس (COMEX) ونیمکس (NYMEX) در ایالات متحده و بورس شانگهای (Shanghai Futures Exchange) در چین انجام می‌گیرند.
سنگ آهن بین تولیدکننده و مشتری خرید و فروش می‌شود، با وجود این قیمت‌های مختلف به مدت سه‌ماهه بین مجتمع‌های معدنی بزرگ و مصرف‌کنندگان عمده تعیین می‌شود، و این پایه‌ای برای شرکت‌های کوچکتر است.
کالاهای دیگر بنگاه‌های بین‌المللی و قیمت‌های پایه را ندارند، در بیشتر موارد قیمت بین تأمین کنندگان و مشتریان توافقی است. به‌طور کلی این باعث می‌شود که تعیین قیمت این کانسنگ‌ها مبهم و دشوار گردد. این فلزها عبارتند از لیتیوم، نیوبیوم، تانتال، بیسموت، آنتیموان و عنصرهای خاکی کمیاب. بسیاری از این کالاها نیز تحت سلطه یک یا دو تأمین کنندگان عمده با بیش از ۶۰ درصد از ذخایر جهان هستند. بورس فلزهای لندن هدف از اضافه کردن اورانیوم به لیست فلزها را دارد.
به گزارش بانک جهانی چین واردکننده بالای کانسنگ و فلزات در سال ۲۰۰۵ بود و پس ازآن کشورهای ایالات متحده آمریکا و ژاپن قرار دارند.

## کانسنگ‌های مهم
- ارژانتیت: Ag2S برای تولید نقره
- باریت: BaSO4
- بوکسیت: Al(OH)3 و AlOOH و Al2O3 برای تولید آلومینیوم
- بریل: Be3Al2(SiO3)6
- بورنیت: Cu5FeS4
- کاسیتریت: SnO2
- کالکوزیت: Cu2S برای تولید مس
- کالکوپیریت: CuFeS2
- کرومیت: (آهن، منیزیم) Fe, Mg)Cr2O4) برای تولید کروم
- شنگرف: HgS برای تولید جیوه
- کبالتیت: (کبالت، آهن) AsS
- کلومبیت - تانتالیت یا کولتان: Fe, Mn)(Nb, Ta)2O6)
- دولومیت: CaMg(CO3)2
- گالن: PBS
- طلا: Au، به‌طور معمول همراه با کوارتز یا به صورت آبرفت
- هماتیت: Fe2O3
- ایلمنیت: FeTiO3
- مگنتیت: Fe3O4
- مالاکیت: Cu2CO3(OH)2
- مولیبدنیت: MoS2
- پنتلاندیت: Fe, Ni)9S8)
- پیرولوزیت: MnO2
- شیلیت: CaWO4
- اسفالریت: ZnS
- اورانینیت: UO2 برای تولید اورانیوم فلزی
- ولفرامیت: Fe, Mn) WO4)